# CZ 805 Bren
CZ 805 Bren (Bren 2, Bren 3, Січ) — це модульна штурмова гвинтівка, розроблена та представлена в 2009 році чеською компанією Česká zbrojovka Uherský Brod для заміни CZ SA Vz.58 в чеській армії. Досвід експлуатації призвів до появи у 2015 році CZ Bren 2, який був суттєво перероблений по отриманих реляціях, що замінив собою перше покоління гвинтівки.
В 2024 році було представлено CZ Bren 3, який був розроблений на основі досвіду використання гвинтівок попереднього покоління в реальних бойових умовах, в тому числі під час війни в Україні.
В Україні штурмові гвинтівки CZ Bren 2 виготовляють на потужностях «Українська оборонна промисловість» під брендом Січ.

## Історія
Історія CZ BREN починається з 2000-х років, коли ця штурмова гвинтівка створювалась з метою заміни vz. 58 - чеського автомата часів Варшавського договору. У 2010 році перша версія штурмової гвинтівки обійшла у конкурсі міноборони Чехії бельгійську FN SCAR, а перші партії з кількох тисяч гвинтівок прийшлись на 2011 рік. А друга весія CZ BREN з'явилась у 2015 році вже як результат аналізу стройової експлуатації зброї у війську.
В результаті вага штурмової гвинтівки зменшилась на 0,5 кг, був модернізований механізм взведення зі ставшою нерухомою ручкою, замінена шахта магазина, спрощена розбірка та введені інші вже менш значущі зміни. Оновлена версія одразу пішла у виробництво та у військо.
Певною особливістю всіх версій CZ BREN було те, що він створювався, як модульна зброя, яка шляхом заміни ствола та вкладки шахти магазина дозволяла перейти з 5,56×45 мм на 7,62×39 мм чи навпаки. А візуально сам CZ BREN 2 доволі схожий зі вже згаданим FN SCAR-L і як й він використовує автоматику на газовідвідній схемі з коротким ходом поршня.
Наприкінці вересня 2023 року генеральний директор Česká zbrojovka Ян Заїц представив проєкт передачі технологій виробництва штурмових гвинтівок CZ Bren 2 в Україні, як ключову ініціативу на Першому міжнародному форумі оборонних індустрій (DFNC1) в Києві.
17 червня 2024 року компанія Česká zbrojovka представила на виставці Eurosatory 2024 третє покоління надзвичайно штурмової гвинтівки CZ BREN.
З листопада 2024 року в Україні розпочато ліцензійне виробництво штурмових гвинтівок CZ Bren 2 під брендом «Sich» («Січ»).

## Опис
Автоматика CZ 805 традиційна: відведення порохових газів з каналу ствола і замикання ствола поворотом затвора.
Ствольна коробка виготовлена з алюмінієвого сплаву, коробка УСМ з пістолетним руків'ям і шахтою магазина виготовлені з полімерів.
Двобічний запобіжник-перекладач режимів стрільби має 4 позиції, що відповідають запобіжнику, поодиноким, черзі з відсічкою по 2 постріли та безперервної черги.
Руків'я зведення може бути перенесене на лівий бік для зручності використання шульгами.
Стандартні магазини виготовлені з прозорого пластику, завдяки чому стрілець може контролювати витрату боєприпасів, STANAG-сумісні магазини можуть використовуватися після зміни шахти магазина.
Знімний пластиковий приклад регулюється за довжиною і складається вправо.
Як додаткові аксесуари можуть встановлюватися 40-мм підствольний гранатомет CZ G 805 або багнет-ніж, глушник, додаткове переднє руків'я, поєднане з сошками, тактичний ліхтар та інше.

## Варіанти

### CZ 805 Bren
Завдяки модульному компонуванню (аналогічному FN SCAR) шляхом заміни деяких компонентів можна модифікувати автомат, вибираючи необхідну довжину ствола (стандартний, вкорочений, а також подовжений і важчий ствол, що позначаються цифрами 1, 2 і 3 відповідно) і використовувані набої (5,56×45 мм NATO, 7,62 × 39 мм або 6.8mm Remington SPC, що позначаються літерами A, B і C відповідно).
Приміром, скорочений варіант калібру 6,8 мм позначається як CZ 805 BREN C2.

### CZ Bren 2
Загалом CZ BREN 2 є класичним сучасним зразком стрілецького озброєння, використовує автоматику на короткому ході поршня з замиканням поворотом затвора. Широке використання алюмінієвих сплавів та ударостійких пластиків дозволило зменшити вагу штурмової гвинтівки до 3,1 кг.
З особливостей варто також зазначити три режими вогню - одиночний, автоматичний та відсічками по два постріли. Звісно такі речі, як модульність, планки для розміщення додаткового оснащення, адаптація під шульгу, хромований ствол - не потребують додаткового уточнення, бо є просто базовими речами у сучасному озброєнні.
На основі CZ BREN 2 існують різні підтипи самої штурмової гвинтівки з різною довжиною ствола та калібром, починаючи від коротких варіантів 5,56х45 з 8-дюймовим стволом, до макрсменської версії CZ BREN 2 PPS під 7,62х51 з 18-дюймовим.

### CZ Bren 3
Третє покоління штурмової гвинтівки сімейства Bren відрізняється від своїх попередників алюмінієвим руків'ям M-LOK, цівками STANAG 4694, або Supressor-Ready для встановлення глушника. Гвинтівка має амбідекстерні органи управління, що охоплюють перемикачі режимів стрільби, затримку затвора та безповоротне руків'я перезаряджання.
Модульна конструкція забезпечує універсальність, даючи змогу швидко переобладнати гвинтівку, замінивши калібр (5,56×45 або 300 AAC Blackout) та довжину ствола (180 мм, 228 мм або 420 мм).
Усі версії Bren 3 відповідають суворим вимогам випробувань НАТО AC/225 D/14, а також на 45% міцніші за свого попередника.
Також під Bren 3 з’явився новий 40-мм підствольний гранатомет CZ GL, який замінив старий CZ 805 G1.

### Січ
З листопада 2024 року в Україні розпочато ліцензійне виробництво штурмових гвинтівок CZ Bren 2 під брендом «Січ» («Sich»), які мають стати основною штурмовою гвинтівкою української піхоти та замінити морально і технічно застарілі гвинтівки радянського виробництва.

## Оператори
CZ Bren 2 використовують військові формування та правоохоронні органи по всьому світу, наприклад, армія Чеської Республіки, Збройні сили України, Оперативна група французької національної жандармерії (GIGN), португальська армія, польська прикордонна служба, румунська жандармерія тощо.
Окрім збройних сил Чехії на CZ Bren 2 у 2018 році почало переходити угорське військо, де у конкурсі він обійшов польський Grot. Умовою конкурсу також було ліцензійне виробництво, яке реалізовано на потужностях HM Arzenal. Таким чином для Чехії це не перший досвід масового продажу CZ Bren 2 на умовах ліцензії.

### Україна
Штурмові гвинтівки CZ BREN 2 були помічені в деяких українських військових і посадовців під час відбиття повномасштабної російської агресії 2022 року. Зокрема, ними були озброєні український політик Ігор Копитін та заступник керівника офісу Президента України Роман Машовець під час візиту голови ГУР МО України Кирила Буданова до Сєвєродонецька в червні 2022 року.
30 вересня 2023 року стало відомо що Чехія передасть ліцензію на виробництво штурмових гвинтівок CZ BREN 2 Україні. Гвинтівки будуть складати на потужностях підприємств Укроборонпрому під брендом «Січ».
7 березня 2025 року стало відомо, що «Укроборонпром» наростив потужності для випуску штурмових гвинтівок Січ (CZ Bren 2) до 400 одиниць на добу та працює над локалізацією їх виробництва з українських комплектуючих.
Ондрей Богач, голова компанії-розробника гвинтівок Colt CZ, заявив, що мета полягає в тому, щоб позбутися залежності України від радянської зброї, як-от АК-47, і не лише від самої зброї, а й від боєприпасів, які все ще виробляються переважно в Росії та Білорусі. За його словами, українські військові вже озброєні десятками тисяч гвинтівок цього типу, переважно чеського виробництва, і їх стане ще більше за рахунок внутрішнього виробництва.